# Cardamine loxostemonoides
Cardamine loxostemonoides är en korsblommig växtart som beskrevs av Otto Eugen Schulz. Cardamine loxostemonoides ingår i släktet bräsmor, och familjen korsblommiga växter. Inga underarter finns listade i Catalogue of Life.